# Hieracium beamanii
Hieracium beamanii es una especie de planta con flor del género Hieracium, de la familia Asteraceae, orden Asterales.

## Distribución
Hieracium beamanii se distribuye por México.

## Taxonomía
Fue descrita científicamente por B. L. Turner. Fue publicada en Phytologia 69: 428 (1990).